# Henning Tegtmeyer
Henning Tegtmeyer (* 29. Juli 1940 in Halle (Saale); † 10. Februar 2019 in Krefeld) war ein deutscher Jurist, Leitender Ministerialrat, Polizeirechtsspezialist und Studentenhistoriker.

## Leben und Wirken
Henning Tegtmeyer war der älteste Sohn von Martin Tegtmeyer und der technischen Lehrerin Margarete Tegtmeyer geb. Sewerin (1909–1992). Die Familie übersiedelte 1942 nach Gütersloh. Er besuchte ab 1947 die Schule im Hallenser Stadtteil Kröllwitz und im Anschluss daran die Thomas-Münzer-Oberschule in  Giebichenstein. Sein besonderes Interesse galt der Feldornithologie (1958 Eintritt in die Deutsche Ornithologen-Gesellschaft) und der deutschen Geschichte der Neuzeit. Aus politischen Gründen floh die Familie Ende der 1950er Jahre nach West-Berlin und später in die Bundesrepublik Deutschland. 1960 legte Tegtmeyer das Abitur am Staatlichen Gymnasium Hammonense in Hamm ab. Anschließend leistete er seinen Wehrdienst als Panzergrenadier in Flensburg, erlitt dabei einen Dienstunfall, der zur Dienstunfähigkeit führte.
Ab 1961 studierte er Rechtswissenschaften, zunächst an der Universität Kiel und ab dem Wintersemester 1961/62 an der Universität Göttingen, wo er – wie sein Vater – Mitglied der Burschenschaft Hannovera wurde. 1964 erfolgte ein Wechsel nach Münster, wo er im Januar 1967 das erste Staatsexamen ablegte sowie nach dem Referendariat das zweite Staatsexamen. Sein Studium ergänzte er an der Verwaltungshochschule Speyer. 1974 wurde Tegtmeyer zum Dr. jur. promoviert.
Nach unterschiedlichen Verwendungen im öffentlichen Dienst (Regierungspräsidium, Ausbildungsleiter, Polizeidezernat usw.) wurde Tegtmeyer an das nordrhein-westfälische Innenministerium versetzt, wo er bis zur Pensionierung fast 39 Jahre lang der Polizeiabteilung angehörte. Er war zunächst Referent im Bereich „Tätigkeitsrecht der Polizei und Verkehrsrecht“, dann Leiter des Referats „Rechtsfragen des polizeilichen Informationswesens“. Zugleich leitete er den ad hoc-Ausschuss „Recht der Polizei“ des Arbeitskreises II „Innere Sicherheit“ der Ständigen Konferenz der Innenminister der Länder. Dieses Gremium entwickelte den Musterentwurf eines einheitlichen Polizeigesetzes des Bundes und der Länder, der von den einzelnen Ländern nach und nach bundesweit umgesetzt wurde.
1990 wurde er zum Leitenden Ministerialrat befördert und mit der Stellvertretung des Abteilungsleiters in den Bereichen Organisation der Polizei, Polizeiliches Tätigkeitsrecht, Polizeilicher Staatsschutz, Verkehrs-, Versammlungs- und Vereinsrecht, Polizeiärztlicher Dienst sowie Polizei und Medien beauftragt. Er leitete Arbeitsgemeinschaften der Referendarausbildung, unterrichtete Anwärter des gehobenen Dienstes und war später lange Zeit Dozent der Polizei-Führungsakademie Münster. Er war langjähriger Vorsitzender von Prüfungs- und Auswahlgremien.
Als sich 1990 der Anschluss der DDR an die Bundesrepublik Deutschland abzeichnete wurde er seitens der Innenministerkonferenz beauftragt, Verhandlungen mit dem Innenministerium der DDR als Spezialist für Polizeirecht zu begleiten zur Wahrung von Kompetenzen der Länder. Er übernahm auch die Aufgabe, Dienststellen der DDR zu beraten, damit die Volkskammer noch vor dem Beitritt ein Polizeigesetz erlassen konnte. Später beriet er den Landtag von Sachsen-Anhalt, als dort ein neues Polizeigesetz vorbereitet wurde.
Nach 1990 gehörte Tegtmeyer der deutschen Delegation bei der Europäischen Union für allgemeine Rechtsfragen der Polizei an, wieder mit dem Auftrag, Kompetenzen der Innenressorts der Länder zu wahren.
Henning Tegtmeyer verstarb am 10. Februar 2019 nach kurzer Krankheit und wurde in Gütersloh beigesetzt.

## Burschenschafter und Studentenhistoriker
Als Burschenschafter führte er von 1977 bis 1988 das Amt des Vorsitzenden des Altherrenverbandes der Burschenschaft Hannovera, überarbeitete deren Verfassung, übte das Amt des Vorsitzenden des Altherrenehrengerichtes aus und beteiligte sich über Jahrzehnte an Diskussionen, vor allem um die liberale Ausrichtung der Verbindung, verfasste dazu Artikel, Stellungnahmen und Gutachten.
Nach Eintritt in den Ruhestand widmete er sich der Geschichtsforschung, vor allem der Studentengeschichte. Er forschte und veröffentlichte u. a. über die Geschichte seiner Verbindung, über bedeutende Mitglieder und schrieb mehr als 100 Lebensbilder einzelner Burschenschafter, Lebensläufe von u. a. Jenny Lind verfasste er für das Biographische Lexikon der Deutschen Burschenschaft und veröffentlichte die Geschichte der Burschenschaft Hannovera 1928–1945. Er verfasste außerdem zahlreiche Zeitschriftenbeiträge, häufig in der Bundes-Zeitung der Grünen Hannoveraner zu Göttingen.

## Veröffentlichungen (Auswahl)

### Juristische Veröffentlichungen

#### Bücher
- Erbfolge und Sonderrechtsnachfolge im Sozialversicherungsrecht. Dissertation, Universität Göttingen 1974.
- mit Michael Kniesel, Jürgen Vahle: Handbuch des Datenschutzes für Sicherheitsbehörden. Kohlhammer, Stuttgart 1986, ISBN 978-3-17-008773-6.
- Polizeiorganisationsgesetz Nordrhein-Westfalen – POG NRW. Boorberg, Stuttgart 2004, ISBN 978-3-415-03159-3.
- mit Jürgen Vahle: Polizeigesetz Nordrhein-Westfalen mit Erläuterungen. 12. Auflage. Boorberg, Stuttgart 2018, ISBN 978-3-415-06206-1.

#### Beiträge
- Rechtstatsachensammlung: Erfahrungen der Länder. In: Forum Rechtstatsachen 1998, Veröffentlichung der Redebeiträge, Bundeskriminalamt Wiesbaden 1998, S. 107–113.
- Rechtsphilosophische Betrachtungen über öffentliche Sicherheit und Ordnung, In: Hein Höbing (Hrsg.): Fokus Europa. Öffentliche Ordnung und innere Sicherheit als Spiegel politischer Kultur in Deutschland und den Niederlanden nach 1945. Waxmann, Münster 2001, S. 177–184, ISBN 978-3-8309-1104-3.
- Der Informationsfluß von der Sozialverwaltung zur Polizei nach dem Zehnten Buch Sozialgesetzbuch. In: Die Polizei, Heymann, Köln 1981, Jg. 72, Heft 6, S. 185–191.
- Novellierung der Polizeigesetze – Wiedergabe eines im Seminar der Polizei-Führungsakademie „Urteil zum Volkszählungsgesetz und Konsequenzen für die polizeiliche Praxis“ gehaltenen Referats. In: Schriftenreihe der Polizei-Führungsakademie Münster-Hiltrup, 1986, S. 1–16.
- Erwiderung auf Schoreit „Gefahrenabwehr durch Datensammlung?“ In: Kritische Vierteljahresschrift für Gesetzgebung und Rechtswissenschaft. Nomos Verlag, Baden-Baden 1989, Bd. 72, S. 213–225.
- Gesetzentwurf zur Fortentwicklung des Datenschutzes (GFDPol) – Auswirkungen auf die Ordnungsbehörden. In: Nordrhein-Westfälische Verwaltungsblätter, Boorberg, Stuttgart 1989, S. 196–199.
- Neue Organisationsmodelle für die Polizei. Bericht aus Nordrhein-Westfalen. Abdruck des Vortrages beim Bundeskriminalamt, BKA-Vortragreihe, Bd. 38, „Standortbestimmung und Perspektiven der polizeilichen Verbrechensbekämpfung“, 1993, S. 53–62.
- mit Michael Kniesel: Weiterer Ausbau der zentralistischen polizeilichen EDV-Systeme zum Nachteil der Justiz? – Entgegnung auf Schoreit, DRiZ 1986, 54 ff.  In: Deutsche Richterzeitung, Verlag C. H. Beck, München 1986, Jg. 64, Nr. 6, S. 251–254.
- mit Wolfgang Riotte: Das neue Polizeigesetz des Landes Nordrhein-Westfalen. In: Nordrhein-Westfälische Verwaltungsblätter, Boorberg, Stuttgart 1990, S. 145–150.
- mit Axel Emenet: Einsatz der Streitkräfte in der Bundesrepublik Deutschland zur Bekämpfung von Organisierter Kriminalität und Terrorismus? Anmerkungen zu Schäuble/Stümper/Greiner „Eine Lehre aus dem Kosovo-Krieg: Sicherheit ist heute nicht mehr mit der Verteidigung der Landesgrenzen identisch“ (Heft 6/2000, S. 161 ff.). In: Die Polizei, Heymanns, Köln 2000, Jg. 91, Heft 12, S. 337–341.

### Zur Studentengeschichte
- Geschichte der Burschenschaft Hannovera 1928–1954. WJK-Verlag, Hilden 2009, ISBN 978-3-940891-28-0.
- August Dresbach, Burschenschafter – Demokrat – Bundestagsabgeordneter. In: Klaus Malettke, Klaus Oldenhage (Hrsg.): Fritz Hellwig. Saarländer, Deutscher, Europäer, Festschrift zum 100. Geburtstag. Winter, Heidelberg 2012, S. 297–336, ISBN 978-3-8253-6075-7.
- Klaus Oldenhage, Henning Tegtmeyer: Zur Bekämpfung der neuen Nazis: ein Beitrag von August Dresbach (Hannovera Göttingen 1914) im Deutschen Bundestag. In: Helma Blunck: Burschenschaften und Burschenschafter in der Weimarer Republik. Gesellschaft für burschenschaftliche Geschichtsforschung,  Lupburg-Degendorf 2009.